# Ixodes eldaricus
Ixodes eldaricus este o specie de căpușe din genul Ixodes, familia Ixodidae, descrisă de Dzhaparidze în anul 1950. Conform Catalogue of Life specia Ixodes eldaricus nu are subspecii cunoscute.